# Marina de Somalilàndia
La Marina de Somalilàndia és la branca naval de les Forces Armades de Somalilàndia.
Es va formar el 1993 amb les restes del material naval de l'exèrcit de Somàlia trobat principalment a Berbera el 1991 que no inclogueren cap vaixell de guerra. El seu equipament fins a l'actualitat és molt reduït degut a la prioritat de les forces de terra, i a la manca de necessitat real d'una marina militar.